# Павел Батов
Павел Иванович Батов (рус. Павел Иванович Батов; 1. јун по старом календару, 20. мај 1897, Филисово – 19. април 1985, Москва) је био генерал Црвене армије, током и након Другог светског рата и двоструки Херој Совјетског Савеза.

## Рана војна каријера
Батов је започео своју војну каријеру током Првог светског рата. 1915. године пријавио се као студент у војску и служио је као извиђач у 3. пешадијском пуку царске гарде. Током службе је испољио велику храброст и одликован је два пута Орденом Св. Ђорђа и са две мање значајне медаље. Након што је 1917. године рањен, пребачен је у школу за резервне официре у Петровграду где га је политички агитатор А. Савков увео у Бољшевички покрет.
Батов је служио четири године у Црвеној армији, током Руског грађанског рата, првобитно као митраљезац, а затим и као помоћник начелника војног комитета Рјубинског округа у Јарославској облсти. Био је то његов први штабски задатак. 1926. године поверена му је команда над четом, а исте године је изабран да похађа Вистрелску официрску школу, где је упознао многе будуће високе официре Црвене армије. У Комунистичку партију се учланио 1929. године.
1927. године Батов је унапређен у команданта батаљона у престижној 1. Московској пролетерској стрељачкој дивизији. У овој јединици служиће наредних девет година и постаће командант 3. пука. Његов командант дивизије је 1936. године написао:
```
Друг Батов је командовао пуком више од три године. За то време пук је заузимао прво месту у дивизији, у свим категоријама борбене и политичке обуке. У тактичкој обуци пук се показао изванредним; увек би послао овај пук на главни правац наступања.
[
3
]
```

Батов је недуго затим добио Медаљу части и завршио је Војну академију Фрунзе путем дописног курса.

## Шпански грађански рат
Батов је изабран за „добровољца“ у Шпанском грађанском рату, под ратним именом Фриц Пабло. Прво је обављао функцију војног саветника мађарског комунисе Мате Залка, који је командова XII интернационалном бригадом која је бранила прилазе Мадриду. Борио се на фронту код Теруела, где је два пута рањен, за шта је одликован својим првим Ореденом Лењина и Орденом Црвене заставе. Након опоравка борио се код Хараме, заједно са Родимцевим, у бици код Гвадалахаре и на Арагонском фронту, где је поново рањен.

## Пољски поход и Зимски рат
Након што се 1937. године вратио у Совјетски Савез, Батов је успешно командовао 10. стрељачким корпусом и 3. стрељачким корпусом који је предводио током ослобођења источне Пољске, у септембру 1939. године. Корпус је касније пребачен на Фински фронт и борио се у другој фази (феб.-мар. 1940) Зимског рата на Карелијском земљоузу, на сектору совјетске 13. армије. За своје заслуге у Финској, Батов је одликован другим Орденом Лењина, унапређен је у команданта дивизије, а у јуну и у чин генерал-потпуковника. Затим је постављен на функцију заменика команданта Заанскавкаског војног округа. У време избијања рата са Немачком, налазио се дубоко на југу СССР.

## Велики отаџбински рат
На почетку операције Барбароса, Батов је био командант 9. независног стрељачког корпуса и заменик команданта свих осталих копнених снага на Криму. Касније, током 1941. године постављен је за заменика команданта совјетске 51. армије, а након евакуације полуострва Керч, добио је пуну команду над армијом. Иако је Крим напуштен, Стаљин није сматрао Батова одговорним за пораз.
У јануару 1942. године придружио се Брјанском фронту као командат совјетске 3. ариије, а касније као заменик команданта за обуку фронта, под генерал-потпуковником Константином Рокосовским. Рокосовски је приметио да је Батов више волео активну команду него „да седи у штабу“ и да му је његова тренутна улога „тешко падала“. Батов и Рокосовски успоставиће професионални и лични однос који ће трајати све до смрти Рокосовског 1968. године. Батов ће служити под командом Рокосовског до краја Другог светског рата.
22. октобра Батов ће заменити генерала Крајченкина на месту команданта совјетске 4. тенковске армије на прилазима Стаљинграду. Ова армија, која ће убрзо бити преименована у 65. армију, чинила је део Донског фронта под командом Рокосовског. Батов је дуже време обављао функцију команданта совјетске 65. армије. Учествовао је у планирању совјетске контраофанзиве код Стаљинграда (Операција Уран), снабдевши Жукова са кључним обавештајним информацијама о линијама спајања између немачкик и румунских јединица. Његова армија чинила је ударну песницу читаве офанзиве и учествовала је и у операцији Прстен, која је поразила немачке снаге у обручу. Рокосовски је касније написао:

 Испољио је одличну иницијативу са импровизованом мобилном борбеном групом... Нападајући непријатеља с бока и из позадине, његова борбена група омогућила је брзо напредовање осталим јединицама.
Након победе, 65. армија пребачена је на северозапад, у састав Централног фронта под командом Рокосовског. Користећи створену иницијативу, фронт је снажно наступао против ослабљене немачке 2. армије, западно од Курска, али је морао да се заустави због пролећне „распућице“ и немачког успеха на југу, код Харкова. У јулу 1943. године Батовљева армија била је лоцирана на секундарном сектору фронта Рокосовског, током битке код Курска и учествовала је у наступању које је предузето након немачког пораза. Од августа до октобра, совјетска 65. армија форсирала је реке Сев, Десну, Сож и коначно Дњепар, због чега су Батов и његова армија стекли значајну репутацију у извођењу операција преласка река.
Јединице под командом Рокосовског су прво преименоване у Белоруски фронт, а касније и у 1. Белоруски фронт. У јуну 1944. године Батовљева армија учествоваће у операцији од изузетног стратешког значаја, под шифрованим називом Операција Багратион. У добро познатој расправи током фазе планирања, Рокосовски је убедио Стаљина да се, с обзиром на природу терена, изведе напад из два правца уместо једног. Рокосовски је рачунао на способност Батовљеве армије да наступа кроз мочварни терен јужно од Бобрујска, користећи импровизоване дрвене путеве, чизме за мочвару и друга средства. 65. армија није га разочарала и за само неколико дана немачка 9. армија била је окружена и највећим делом уништена. За успехе током операције Батов је унапређен у чин генерал-пуковника.
22. јула совјетска 65. армија прешла је реку Буг, а 4. септембра и реку Нарев, северно од Варшаве. Иако је Операција Багратион изгубила на замаху, Батовљева армија је у наредна два месеца одбила неколико снажних немачких напада на Наревски мостобран.  Након ове операције, фронт којим је командовао Рокосовски преименован је у 2. Белоруски фронт, а на мостобрану је почело гомилање снага за офанзиву која је требало да почне у јануару наредне године.
Током нове офанзиве, почетком фебруара, 65. армија форсирала је реку Вислу. Рокосовски је касније забележио:
```
Био сам са 65. армијом још од Стаљинграда и имао сам бројне прилике да осмотрим изванредан борбени квалитет њених војника, командира и наравно Павела Батова, храброг и талентованог војника.
[
12
]
```

Зимска офанзива довела је Батовљеву армију у источну Немачку, до реке Одре, близу Шћећина, где је још једном, под тешким условима, успешно форсирала реку, у априлу 1945. године. Градски званичници Шћећина предали су се Батовљевој 193.стрељачкој дивизији, 26. априла 1945. године.

## После рата
После рата Батов је заузимао читав низ високих командних положаја. У лето 1945. године постављен је за команданта совјетске 7. механизоване армије у Пољској, а са смањењем бројног стања под његовом командом услед демобилизације, 1947. године постављен је за команданта совјетске 11. гардијске армије чији штаб је био у Калињинграду. 1949. године постао је први заменик командира Групе совјетске војске у Њемачкој, а убрзо затим уписао је Ворошиловљеву генелаштабну академију. Током овог периода постао је и изузетно плодоносан писац на пољу војне теорије. Његове студије о операцијама преласка река су се задржале у употреби све до данас.
У периоду од 1955-58. године Батов је обављао функцију команданта Капратског војног округа. У овом периоду учествовао је у гушењу Мађарске револуције 1956. године. Затим је, у периоду од 1958-59. године обављао функцију команданта Балтичког војног округа, у периоду од 1960-62. године функцију команданта Јужне групе војске и коначно у периоду од 1962-65. године обављао је функцију заменика начелника генералштаба снага Варшавског пакта, заменивши преминулог генерала А. И. Антонова. Батов се повукао из активне војен службе 1965. године, али је наставио да ради у Инспекторату министарства одбране, а од 1970. до 1981. године био је председник Совјетског комитета војних ветерана. Током овог периода, написао је своје мемоаре. Остао је близак лични пријатељ са Рокосовским све до његове смрти 1968. године и било му је поверено уређивање и објављивање мемоара његовог бившег команданта.
Иако углавном непознат општој јавности, Батов је имао заслужену репутацију као способан официр који је заузео своје место међу мноштвом талтентованих совјетских генерала који су, након што су преживели први део рата са нацистима, значајно допринели коначној победи над нацизмом. Често је волео да каже: „Непријатељ се мора вешто победити, а то значи са што мање проливене крви.“ Послератна западна обавештајна процена окарактерисала га је на следечи начин: 
Током Другог светског рата Батов је уживао велико поверење и поштовање својих трупа зато што је био један од ретких високих официра који је често обилазио линије фронта током борби и који је разговарао са војницима. Управо због тога, био је веома омиљен међу војницима. Доказао се као способан и талентован војни командант и учитељ трупа током рата.
Батов је умро 19. априла 1985. године и сахрањен је на гробљу Новодевичје, у Москви.